# Maurizio Viroli
Maurozio Viroli, né à Forlì, le 14 mars 1952, est un érudit italien en philosophie politique et histoire de la pensée politique, professeur émérite de théorie politique à l'université de Princeton et à l'université de la Suisse italienne à Lugano. Outre ses publications universitaires, il publie des essais et des éditoriaux, en collaboration avec divers journaux, parmi lesquels La Stampa, il Sole 24 Ore et Il Fatto Quotidiano.

## Biographie

### Études
Maurizio Viroli a commencé ses études universitaires en Italie, obtenant un diplôme en philosophie à l'Université de Bologne et achevant son doctorat auprès de l'Institut universitaire européen de Florence, avec une thèse sur la pensée politique de Rousseau. Cette thèse a été publiée par Cambridge University Press, sous le titre de Jean Jacques Rousseau and the 'Well-Ordered Society'.

### Activités de recherche et d'enseignement
Il a complété sa formation par des activités de recherche et des missions d'enseignement dans diverses institutions universitaires, telles que le Clare Hall (Cambridge) de l'université de Cambridge, l'université de Georgetown, l'université de Trente, l'université du Molise, l'université de Ferrare, la Université des Émirats arabes unis, l'Institute for Advanced Study de Princeton (New Jersey), l'École normale supérieure de Pise, l'Institut universitaire européen, le Collegio di Milano (it) et l'École supérieure de l'administration publique (it).
Il a enseigné la théorie politique à l'université de Princeton (professeur assistant), où il était associé au département d'Histoire et au département de Français et d'Italien. Il dirige l'Institut des études méditerranéennes de l'université de la Suisse italienne à Lugano où il était aussi instructeur de communication politique. Il est le coordinateur scientifique des Académies d'éducation civique (it) de la Fondation pour l'École (it) de la Compagnia di San Paolo (it) ; il travaille depuis 2005 sur l'éducation et la citoyenneté avec la Direction générale des projets de l'école régionale pour les Marches. Avec le soutien du professeur Robert P. George, directeur du James Madison Program in American Ideals and Institutions de l'université de Princeton, il a fondé et dirige un Master in Civic Education (it) auprès de l'association Ethica di Asti (it).
Ses intérêts d'étude tournent autour de la théorie politique et de l'histoire de la philosophie politique, du républicanisme dans son acception classique (de Nicolas Machiavel à Rousseau) au néorépubblicanisme (it), de la communication politique et de la réflexion sur les fondements civils de la citoyenneté et de l'éducation civique.

### Autres charges
Il a été consultant pour les activités culturelles à la présidence de la République italienne pendant le septennat du président Carlo Azeglio Ciampi (1999-2006). Il a collaboré avec le président de la Chambre des députés sous la présidence de Luciano Violante (1996-2001). Il a été coordinateur du Comité national pour la valorisation de la Culture de la République (it) auprès du ministère de l'Intérieur.

### Décorations
- Ordre du Mérite de la République italienne, 30 mai 2001, sur décision du président de la république[1].

## Publications
- La théorie de la société bien ordonnée chez Jean-Jacques Rousseau, De Gruyter, Berlin-New York
  - Jean Jacques Rousseau and the 'Well-Ordered Society' (trad. de Derek Hanson), Cambridge University Press, 1988
  - Jean Jacques Rousseau and the 'Well-Ordered Society', Cambridge University Press
  - Jean-Jacques Rousseau e la teoria della società bene ordinata (traduction de l'auteur), Bologna, Il Mulino, 1993
- L'Etica laica di Erminio Juvalta (it), FrancoAngeli (it), 1988
- (avec Gisela Bock et Quentin Skinner), Machiavelli and Republicanism, Cambridge University Press, 1990
- From Politics to Reason of State. The Acquisition and Transformation of the Language of Politics (1250-1600), Cambridge University Press, 1992
  - Dalla politica alla ragion di stato, Donzelli editore (it), 1994
- For Love of Country: An Essay on Patriotism and Nationalism, Oxford University Press, 1995
  - Per amore della Patria, Bari, Laterza, 1995
  - For Love of Country, (édition poche ), Oxford, Oxford University Press, 1997
  - Por amor a la patria, Madrid, Acento Editorial, 1997
  - Vatan aski, Istanbul, Ayrinti, 1997
- Machiavelli, Oxford University Press, 1998
- (avec Martha Nussbaum et Gian Enrico Rusconi (it)), Piccole Patrie, Grande Mondo, Donzelli editore (it), 1995
- Il sorriso di Niccolò. Storia di Machiavelli, Laterza, 1998
  - Niccolò's Smile, New York, Farrar Straus and Giroux
- Républicanisme, Laterza, 1999
  - Republicanism, Farrar Straus and Giroux, New York, 1999
  - Die Idee der Republikanischen Freiheit, Pendo, Berlin, 1999
  - Républicanisme, Paris, Le Bord de l'Eau, postface de Serge Audier, 2011.
- (avec Norberto Bobbio). Dialogo intorno alla Repubblica, Laterza, 2001
  - The Idea of the Republic, Polity Press (it), Cambridge, 2003
- Per Amore della Patria. Patriottismo e Nazionalismo nella storia, Laterza, 2e éd. avec une nouvelle préface de l'auteur, 2001
- Lezioni per la Repubblica. La festa è tornata in città, Diabasis (it), 2001
- Libertà politica e Virtù civile. Significati e percorsi del Repubblicanesimo classico, Fondazione Agnelli (it), 2004
- Il Dio di Machiavelli e il problema morale dell'Italia, Laterza, 2005
- Introduzione a Niccolò Machiavelli, The Prince, traduction de Peter Bondanella, Oxford University Press, 2005
- Introduzione a Giuseppe Mazzini, Opere Politiche, sous la direction de Terenzio Grandi et Augusto Comba, UTET (it), 2005
- How to read Machiavelli, Granda, 2008
- L'Italia dei doveri, RCS MediaGroup, 2008
- Come se Dio ci fosse. Religione e libertà nella storia d'Italia, Einaudi, 2009
- La libertà dei servi, Laterza 2010
  - The Liberty of Servants: Berlusconi's Italy, Princeton University Press, 2011  (ISBN 978-06-9115-182-3)
- Lo scrittore di ricami, Reggio Emilia, Diabasis (it), janvier 2011, 112 p. (ISBN 978-88-8103-737-7)
- L'intransigente, collection I Robinson. Letture, Laterza, 2012
- Scegliere il principe. I consigli di Machiavelli al cittadino elettore, collection I Robinson. Letture, Laterza, 2013
- La redenzione dell'Italia. Saggio sul "Principe" di Machiavelli, collection Storia e Società, Laterza, 2013
- Machiavelli. Filosofo della libertà, collection Le Navi, Castelvecchi Editore (it), 2013